# Bradley Snyder
Bradley Snyder, född 8 januari 1976, är en friidrottare från Kanada. Han deltog vid olympiska sommarspelen 1996, olympiska sommarspelen 2000 och olympiska sommarspelen 2004.